# 3394 Banno
3394 Banno је астероид главног астероидног појаса са средњом удаљеношћу од Сунца која износи 2,316 астрономских јединица (АЈ).
Апсолутна магнитуда астероида је 13,4.